# Maison, 11 place Victor Hugo
La maison du 11 place Victor-Hugo est située à Cusset (France).

## Localisation
La maison est située sur la commune de Cusset, au 11 place Victor Hugo, dans le département de l'Allier, en région Auvergne-Rhône-Alpes.

## Description
Maison contemporaine de la maison de Louis XI à laquelle elle fait pendant sur la place. Son pignon, donnant sur la place, montre la ferme de tête du comble apparente, cette ferme reposant sur quatre corbeaux moulurés. La façade a été remaniée. Les fenêtres ont un encadrement identique à celui de la maison de Louis XI, formé d'un boudin retombant sur des bases moulurées. Sur la rue Blaise-Jallet, une porte avec linteau en accolade est surmontée d'une tourelle en encorbellement.

## Historique
La maison est classée partiellement au titre des monuments historiques par arrêté du 5 novembre 1928.

## Protection
Éléments protégés : les trois façades sur la place Victor-Hugo, le boulevard de l'Hôtel-de-Ville et la rue du Nord y compris la tourelle sur la rue du Nord et les toitures.